# Гугенхаузен
Гугенхаузен (њем. Guggenhausen) општина је у њемачкој савезној држави Баден-Виртемберг. Једно је од 39 општинских средишта округа Равенсбург. Према процјени из 2010. у општини је живјело 197 становника. Посједује регионалну шифру (AGS) 8436040.

## Географски и демографски подаци
Гугенхаузен се налази у савезној држави Баден-Виртемберг у округу Равенсбург. Општина се налази на надморској висини од 637 метара. Површина општине износи 8,2 km². У самом мјесту је, према процјени из 2010. године, живјело 197 становника. Просјечна густина становништва износи 24 становника/km².